# Milk Cow Blues
Milk Cow Blues è un album in studio del cantante di musica country statunitense Willie Nelson, pubblicato nel 2000.

## Tracce
1. Milk Cow Blues – 4:30 (Kokomo Arnold) – con Francine Reed
2. Outskirts of Town – 2:56 (Will Weldon) – con Keb' Mo'
3. Black Night – 5:22 (Jessie Mae Robinson) – con Dr. John
4. Funny How Time Slips Away – 4:11 (Willie Nelson) – con Francine Reed
5. Rainy Day Blues – 5:09 (Nelson) – con Jonny Lang
6. Crazy – 4:16 (Nelson) – con Susan Tedeschi
7. The Thrill Is Gone – 4:26 (Rick Darnell, Roy Hawkins) – con B.B. King
8. Wake Me When It's Over – 4:12 (Nelson)
9. Kansas City – 2:51 (Jerry Leiber, Mike Stoller) – con Susan Tedeschi
10. Fool's Paradise – 4:17 (David Avid, Johnny Fuller, Robert Goddins) – con Dr. John
11. Ain't Nobody's Business – 5:08 (Porter Grainger, Everett Robbins) – con Jonny Lang
12. Night Life – 4:25 (Walt Breeland, Paul Buskirk, Nelson) – con B.B. King
13. Sittin' on Top of the World – 4:46 (Lonnie Chatmon, Walter Vinson)
14. Lonely Street – 4:26 (Carl Belew, Kenny Sowder, W. S. Stevenson)
15. Texas Flood – 8:46 (Larry Davis, Joseph Scott) – con Kenny Wayne Shepherd